# Slank stäppblomfluga
Slank stäppblomfluga (Paragus tibialis) är en tvåvingeart som först beskrevs av Fallen 1817.  Slank stäppblomfluga ingår i släktet stäppblomflugor, och familjen blomflugor.
Artens utbredningsområde är Sverige. Arten är reproducerande i Sverige. Inga underarter finns listade i Catalogue of Life.